# Clarence Maclin
Clarence Maclin, detto Divine Eye (29 novembre 1966), è un attore, sceneggiatore e produttore cinematografico statunitense, candidato al Premio Oscar alla miglior sceneggiatura non originale per Sing Sing.

## Biografia
Clarence Maclin è nato nel 1966 in Tennessee ed è cresciuto a Mount Vernon. Ha frequentato la Mount Vernon High School e ha conseguito la laurea in psicologia comportamentale presso la Mercy University. All'età di 29 anni, è stato condannato a 17 anni di carcere per rapina presso Sing Sing. Dopo il rilascio, ha lavorato come consulente per i giovani, specialista in arti creative e specialista in interventi contro le gang presso il Lincoln Hall Boys Haven di Somers. Ha debuttato nel cinema nel 2023 recitando nel film Sing Sing, dove interpreta una versione più giovane di se stesso. Al film ha lavorato anche come sceneggiatore. La sua interpretazione ha ricevuto il plauso della critica, riuscendo ad ottenere le candidature per il miglior attore non protagonista al Premio BAFTA e ai Critics' Choice Awards e per la miglior sceneggiatura non originale al Premio Oscar.

## Filmografia

### Attore
- Sing Sing, regia di Greg Kwedar (2024)

### Sceneggiatore
- Sing Sing, regia di Greg Kwedar (2024)

### Produttore
- Sing Sing, regia di Greg Kwedar (2024)

## Riconoscimenti
- Premio Oscar
  - 2025 - Candidato alla miglior sceneggiatura non originale per Sing Sing
- Premio BAFTA
  - 2025 - Candidatura al miglior attore non protagonista per Sing Sing
  - 2025 - Candidatura alla migliore sceneggiatura non originale per Sing Sing
- Critics' Choice Awards
  - 2025 - Candidatura al miglior attore non protagonista per Sing Sing
- Gotham Independent Film Awards
  - 2024 - Miglior attore non protagonista per Sing Sing
  - Tribute Award Social Justice per Sing Sing